# Кобелев, Александр Иванович
Алекса́ндр Ива́нович Ко́белев (5 марта 1910 года — 14 октября 1975 года) — командир эскадрильи 951-го штурмового авиационного полка 306-й штурмовой авиационной дивизии 17-й воздушной армии 3-го Украинского фронта, подполковник, Герой Советского Союза (1944).

## Биография
Александр Иванович Кобелев родился 5 марта 1910 года в селе Моторное (ныне вошедшее в черту Уфы) в крестьянской семье.
Русский. Член ВКП(б)/КПСС с 1932 года. Окончил сельскую школу, курсы трактористов и шофёров в городе Оренбурге. Работал шофёром. В 1934 году окончил Батайскую школу пилотов Гражданского воздушного флота (ГВФ). Работал инструктором-лётчиком в Батайской и Тамбовской школах ГВФ.
В Красную Армию призван в 1940 году Ленинским райвоенкоматом города Тамбова.
На фронтах Великой Отечественной войны с мая 1943 года.
С 1948 года подполковник Кобелев А. И. — в запасе, но продолжал летать на самолётах гражданской авиации. Жил в городе Уфе.
Скончался 14 октября 1975 года. Похоронен на Северном (Тимашевском) кладбище Уфы.

## Подвиг
«Командир эскадрильи 951-го штурмового авиационного полка (306-я штурмовая авиационная дивизия, 17-я воздушная армия, 3-й Украинский фронт) капитан Кобелев А. И. к маю 1944 года совершил 115 боевых вылетов на штурмовку военных объектов, оборонительных рубежей, скоплений войск противника, нанёс ему большой урон». 
Указом Президиума Верховного Совета СССР от 2 августа 1944 года за образцовое выполнение заданий командования и проявленные мужество и героизм в боях с немецко-фашистскими захватчиками капитану Кобелеву Александру Ивановичу присвоено звание Героя Советского Союза с вручением ордена Ленина и медали «Золотая Звезда» (№ 3470).

## Награды
- Медаль «Золотая Звезда» Героя Советского Союза (02.08.1944)[2];
- орден Ленина (02.08.1944);
- орден Красного Знамени (08.09.1943)[3];
- орден Красного Знамени (30.05.1944)[4];
- орден Красного Знамени (04.09.1944)[5];
- Орден Александра Невского (18.03.1944)[6];
- медали.